# 白米

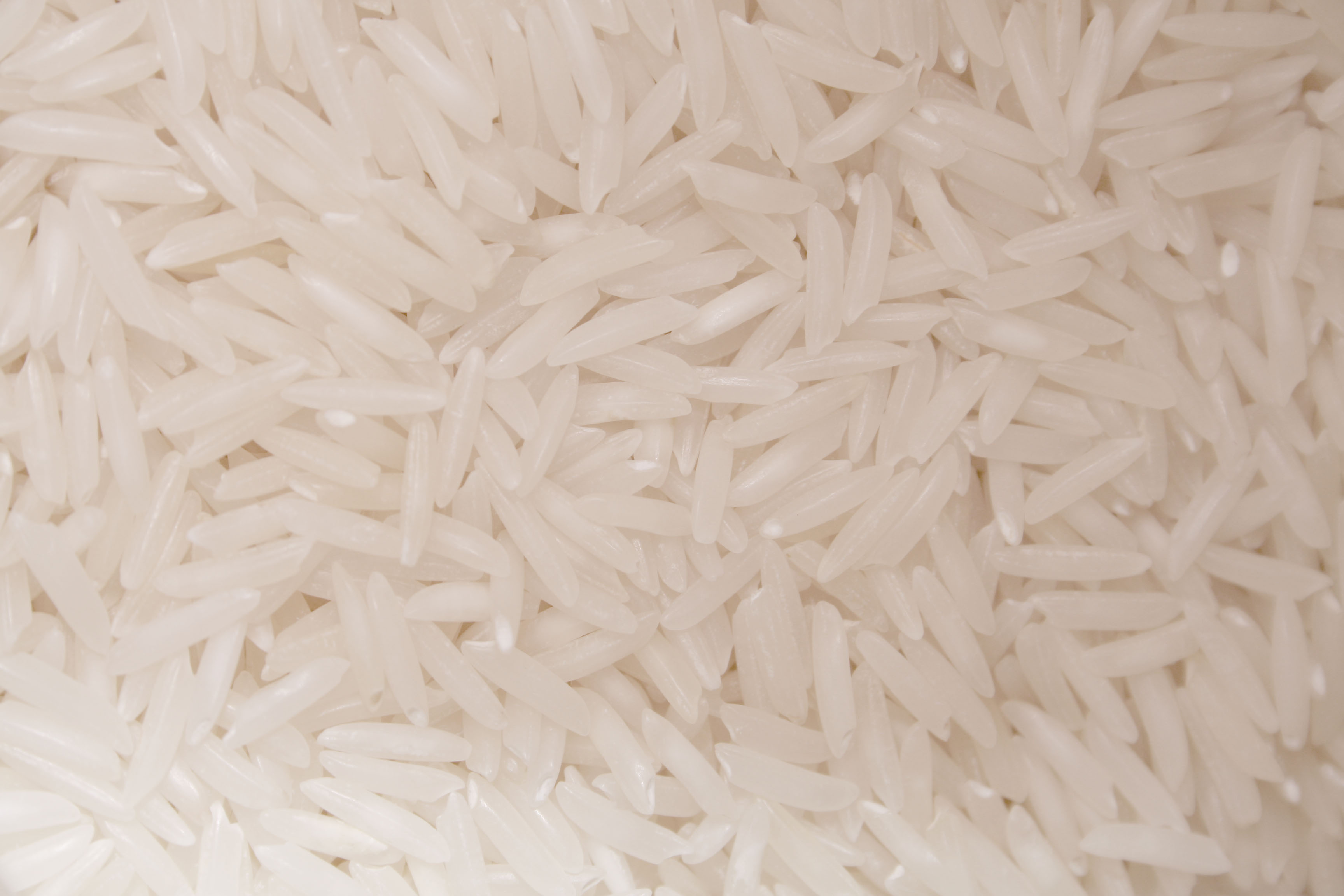
白米

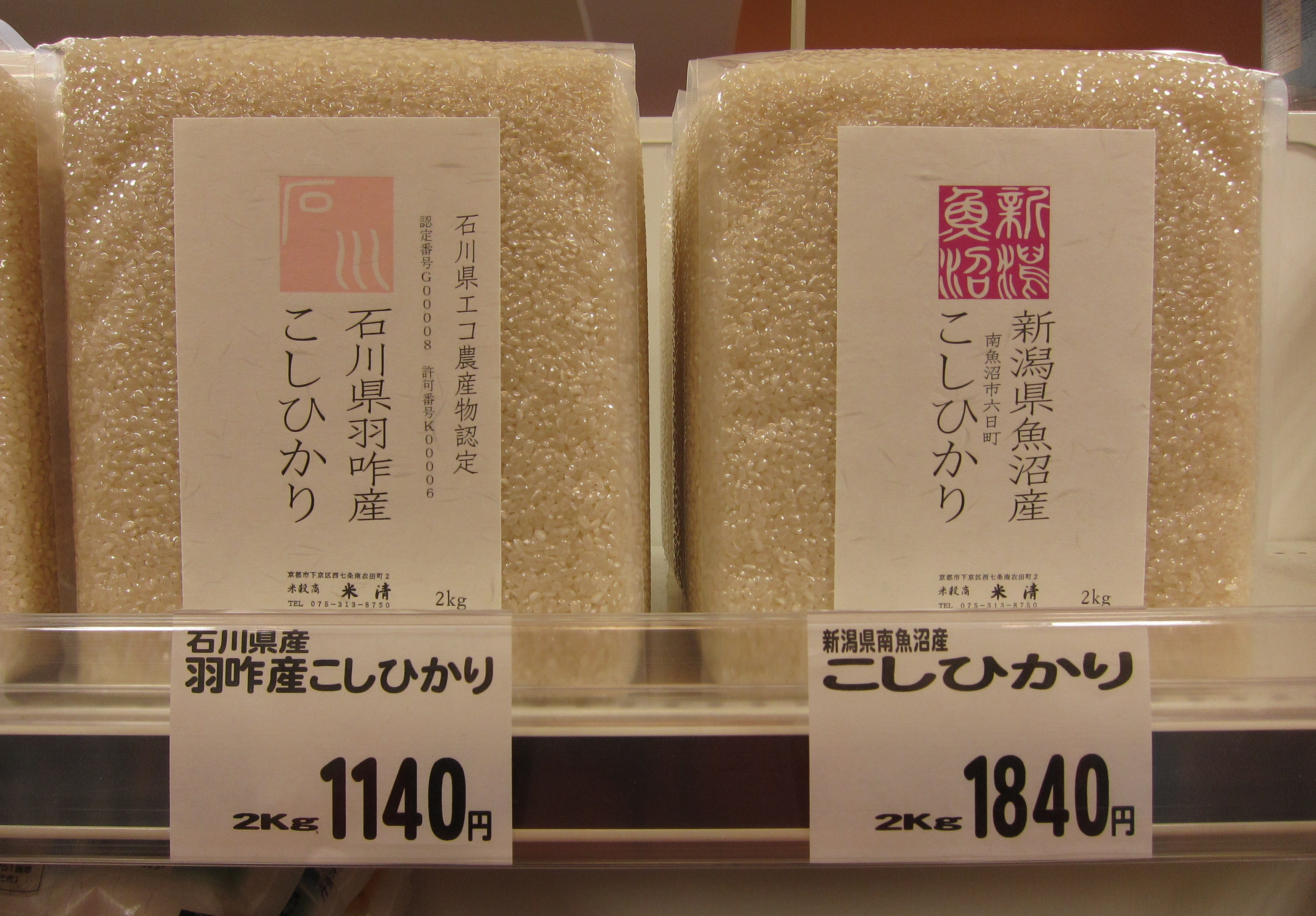
包裝販售的日本越光米

白米（white rice）又稱精米（milled rice），是稻米經過精製後的一種米。

## 营养
由於白米在加工過程中經過精磨、去掉白米外層部分等程序，白米的營養價值要低于其它粗製米。
现在有很多提倡吃粗制米，如糙米、胚芽米等的倡议。
白米在19世纪下半叶受商人喜爱，从此替换了糙米的位置。由于从饮食中去除了维生素B，亚洲之后多发脚气病，在英属印度、日俄战争中都有重大案例。
在美国，法律规定政府发放给学校、别国政府、无政府组织的白米必须添加回在制作过程中流失的一些营养成分，包括维生素B1、B2、B3、B9、铁。营养增补米的包装必须标识“为保留营养请勿淘米”，并且在淘米（洗米）一次后也必须保留85%的添加营养含量。2007年海地监狱爆发脚气病，最后发现原因是煮饭前洗米去除了美国捐献白米增补的营养。

## 其它
- 嬌生旗下化妝品牌Clean&Clear（可伶可俐）於2011年推出粹取白米成分的去油洗面乳。
- 台灣人楊儒門曾放置白米於自己製作的假炸彈中，以要求政府重視台灣開放稻米進口（因為台灣已在2002年1月1日加入WTO）之後的農民生計問題，因此警方以及媒體多稱呼為「白米炸彈客」或「稻米炸彈客」。